# Ramon Carreras
Ramon Carreras fou un compositor del segle xviii.
Francesc Valls i Galan, mestre de capella de la catedral de Barcelona, assenyala el 1717 que Carreras va canviar la veu, fet que indica que podia haver estat deixeble seu.
Essent clergue de Calaf, va obtenir el càrrec de mestre de capella de la basílica de Santa Maria de Castelló d’Empúries, atorgat per sentència el 1729 i que exercí fins al 1730.
Es conserva un villancet seu a la Biblioteca de Catalunya titulat Ovejuela que en camino de flores a 8 veus.